# Мојца Фатур
Мојца Фатур (5. септембар 1978, Изола) је словеначка позоришна и филмска глумица.
2001. дипломирала је на Академији за позориште, радио, филм и телевизију у Љубљани и глумила у Словенском народном гледалишту Драма Љубљана, Позоришту за децу и младе, Прешерновом гледалишту Крањ, Шпас гледалишту, Словенском народном гледалишту Нова Горица, Местном гледалишту Птуј и Позоришту Копар. Глумила је у неколико дугометражних и кратких филмова и серија. На Фестивалу словеначког филма 2015. добила је награду Весна за глумицу године за филм Четири ствари које сам желела да урадим са тобом.

## Приватни живот
Мојца Фатур је мајка троје деце. Из брака са редитељем Луком Мартином Шкофом има ћерку Милу, а касније је са партнером Клеменом Слакоњом, са којим је у вези од 2011., добила још два сина; Руја 2012. и Лева 2015.    
2016. дијагностикован јој је мијелодиспластични синдром. Лекари су болест описали као неизлечиву, али након неколико година самолечења, Фатур ју је успешно превазишла и потпуно се опоравила. Јавно је говорила о болести 2020.  